# NGC 1752
NGC 1752 je galaksija u zviježđu Eridanu.

## Vanjske poveznice
- SEDS: NGC 1752